# 粟宗華
粟宗華（1904年—1970年），湖南邵陽人，中國精神病學家，曾在湖南湘雅醫院、上海中央大學醫學院、約翰霍普金斯大學、哈佛大學學習，在波士頓一家市立醫院工作。1940年回到中華民國後在上海紅十字會醫院精神科工作，曾參與脊髓和腦部外科手術，他是中國第一位對精神病人進行額葉切除手術的醫師。不久粟宗華被聘為上海醫學院神經精神科教授。1954年2月，粟宗華擔任上海市精神病醫院院長，並在上海市區開展精神病普查和防治工作，大範圍的精神病普查這在中華人民共和國還是第一次。粟宗華的著作有《精神病學概論》。